# Măgulicea
Măgulicea – wieś w Rumunii, w okręgu Arad, w gminie Vârfurile. W 2011 roku liczyła 269 mieszkańców. 